# Santa Luzia (Minas Gerais)
Santa Luzia város Brazíliában, Minas Gerais államban. Lakosainak száma 219 132 fő (2022). Santa Luzia Belo Horizonte, Jaboticatubas, Lagoa Santa, Sabará, Taquaraçu de Minas és Vespasiano községekkel határos.

## Népesség
A település népességének változása:
| Lakosok száma | 184 903 | 202 942 | 221 705 | 219 132 |
|               | 2000    | 2010    | 2021    | 2022    |